# Declieuxia dasyphylla
Declieuxia dasyphylla är en måreväxtart som beskrevs av Karl Moritz Schumann och Julian Alfred Steyermark. Declieuxia dasyphylla ingår i släktet Declieuxia och familjen måreväxter. Inga underarter finns listade i Catalogue of Life.